# Alexander Saxton
Alexander Plaisted Saxton (16 de julio de 1919 - 20 de agosto de 2012) fue un historiador, novelista y profesor universitario estadounidense. Fue el autor de The Indispensable Enemy (1975), uno de los textos fundadores de Asian American Studies.

## Vida y obra
Saxton nació en Great Barrington, Massachusetts, fue uno de los dos hijos de Eugene y Martha Saxton.  Su hermano mayor era el escritor Marcos Saxton (1914-1988).  Su padre se convirtió en el redactor jefe de Harper & Brothers, su madre enseñó literatura en la escuela privada de niñas en Manhattan.  Saxton se suscitó en el East Side de Manhattan, sus padres conocieron a escritores famosos en una cena, como Thornton Wilder y Aldous Huxley.   Él asistido a la Phillips Exeter Academy y la Universidad de Harvard (John F. Kennedy fue un compañero de clase), pero se retiró en su tercer año de secundaria para convertirse en un obrero en Chicago.  Él dijo que quería ver "cómo se vive en la otra América - el verdadero Estados Unidos".
Saxton enseñó la historia estadounidense de la UCLA desde 1968 hasta su jubilación en 1990. Saxton tuvo dos hijas, una que le sobrevivió y una que murió en 1990. Su esposa Trudy murió aproximadamente en 2002. La muerte de Saxton fue por una herida de disparo autoinfligido en su casa de Lone Pine, California el 20 de agosto de 2012. su hija dijo que su padre deseaba elegir el momento y el lugar de su muerte, al igual que otras transiciones en su vida.